# Печенга
Печенга (рус. Печенга; фин. Petsamo) насељењо је место са административним статусом варошице (рус. посёлок городского типа) на крајњем северозападу европског дела Руске Федерације. Налази се на северозападу Мурманске области и административно припада њеном Печеншком рејону.
Према проценама националне статистичке службе за 2017. у вароши је живело 2.941 становника.

## Географија
Варошица Печенга налази се у северном делу Печеншког рејона, на крајњем северозападу Мурманске области, на неких 120 км северозападно од града Мурманска. Лежи на левој обали истоимене реке Печенге, свега неколико стотина метара узводно од њеног ушћа у Печеншки фјорд Баренцовог мора. Највећи део насеља налази се на андморској висини од свега око 5 метара.
Печенга је друмским правцем Р10 повезана са Запољарним и са нборвешком границом, док је преко аутопута Р21 повезана са Мурманском. Са истим градовима повезана је и путем железничке пруге.

## Историја
Подручје око савременог насеља од давнина је било насељено лапонским племенима. У руским писаним изворима топоним Печенга се први пут помиње 1532/33. када је на на том подручју новгородски монах Трифон Печеншки, по налогу тадашњег новгородског архиепископа Макарија, основао православни манастир посвећен Светој Тројици. Пола века касније, 1589. године, манастир су разрушили Швеђани, а на његовом месту касније је подигнута капелица посвећена преподобном Трифону. Иначе сам манастир се налазо двадесетак километара јужније од савременог насеља, код данашњег села Луостари.
Подручје у сливу Печенге је 1920. прешло у састав Финске, а већ годину дана касније на том подручју су пронађена богата лежишта никла. Финске власти су за кратко време уредиле саобраћајну инфраструктуру и подигле бројне провредне објекте на том подручју. Током Другог светског рата Печенга је била важно нацистичко упориште одакле су покретане акције ка Мурманску. У лето 1944. совјетске трупе су освојиле цело подручје и Печенга је званично укључена у границе Совјетског Савеза.
Совјетске власти су у новембру 1945. насеље Печенга административно организовале као радничку варошицу, а због свог стратешког значаја варошица је током наредних неколико деценија била под војном управом као погранично подручје.

## Демографија
Према подацима са пописа становништва 2010. у насељу је живело 3.188 становника, док је према проценама за 2017. варошица имала 2.941 становника.
| 1939. | 1959. | 1970. | 1979. | 1989. | 2002. | 2010. | 2017. |
| ----- | ----- | ----- | ----- | ----- | ----- | ----- | ----- |
| ---   | 3.458 | 2.576 | 2.084 | 2.671 | 2.959 | 3.188 | 2.941 |